# 北海道道548号天売島線

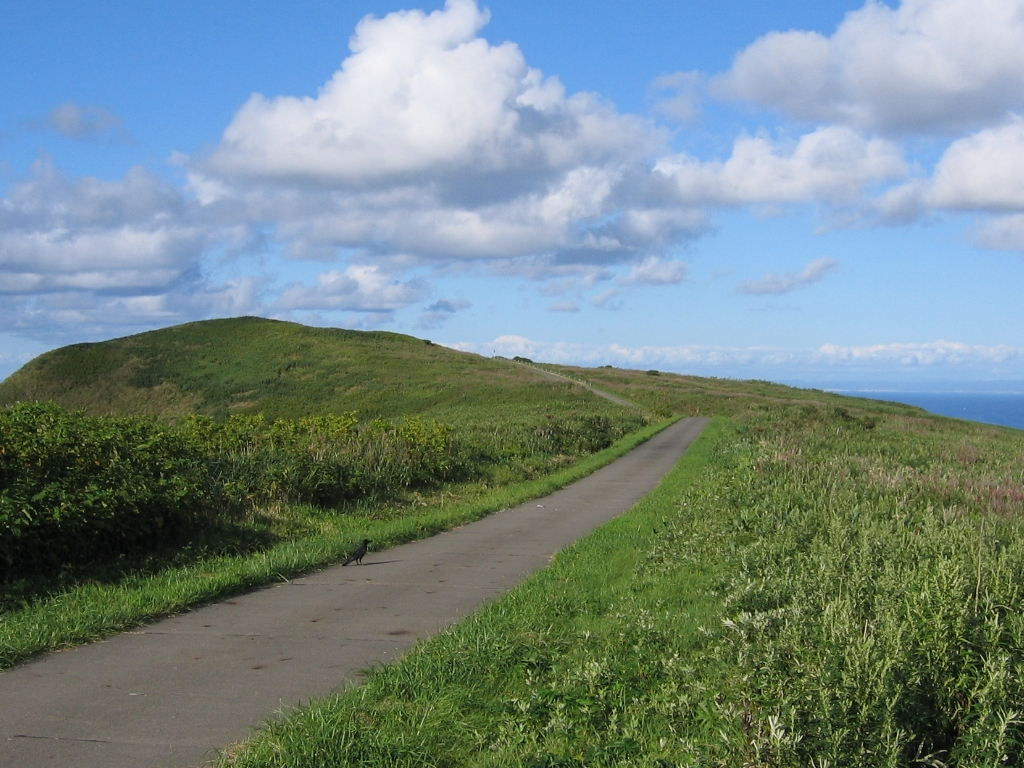
天売島北西部

北海道道548号天売島線（ほっかいどうどう548ごう てうりとうせん）は、北海道苫前郡羽幌町内を結ぶ一般道道（北海道道）である。天売島内を反6の字状に周回する。冬期通行止め区間がある。

## 概要

### 路線データ
- 起点：北海道苫前郡羽幌町天売弁天（地方港湾 天売港）
- 終点：北海道苫前郡羽幌町天売弁天
- 総延長：9.858 km
- 実延長：9.858 km
- 重用延長：0 km

## 歴史
- 1957年（昭和32年）7月25日 - 259号として路線認定[1]。
- 1966年（昭和41年）3月31日 - 路線番号を548号に変更[2]。

## 路線状況

### 冬期交通規制（通行止め）
- 羽幌町大字天売字相影52-1 - 羽幌町大字天売字弁天96
区間延長：6.3 km

## 地理

### 通過する自治体
- 留萌振興局
  - 苫前郡羽幌町

### 沿線にある施設など
羽幌町
- 天売港
- 天売フェリーターミナル
- 北海道天売高等学校 - 天売前浜100
- 前浜漁港
- 羽幌町役場天売支所 - 天売和浦73
- 北留萌消防組合天売分遣所 - 天売和浦
- 羽幌町立天売小中学校 - 大字天売和浦121
- 天売郵便局 - 天売和浦40